# Procelsterna
Procelsterna, es un género de aves marinas Charadriiformes de la familia de los estérnidos, tiene dos especies. Habita en los mares tropicales, su plumaje es de color gris claro, casi blanco.

## Especies
- Procelsterna albivitta. Tiñosa gris.
- Procelsterna cerulea. Tiñosa azulada.